# Pseudomyrmex particeps
Pseudomyrmex particeps är en myrart som beskrevs av Ward 1993. Pseudomyrmex particeps ingår i släktet Pseudomyrmex och familjen myror. Inga underarter finns listade i Catalogue of Life.

## Bildgalleri

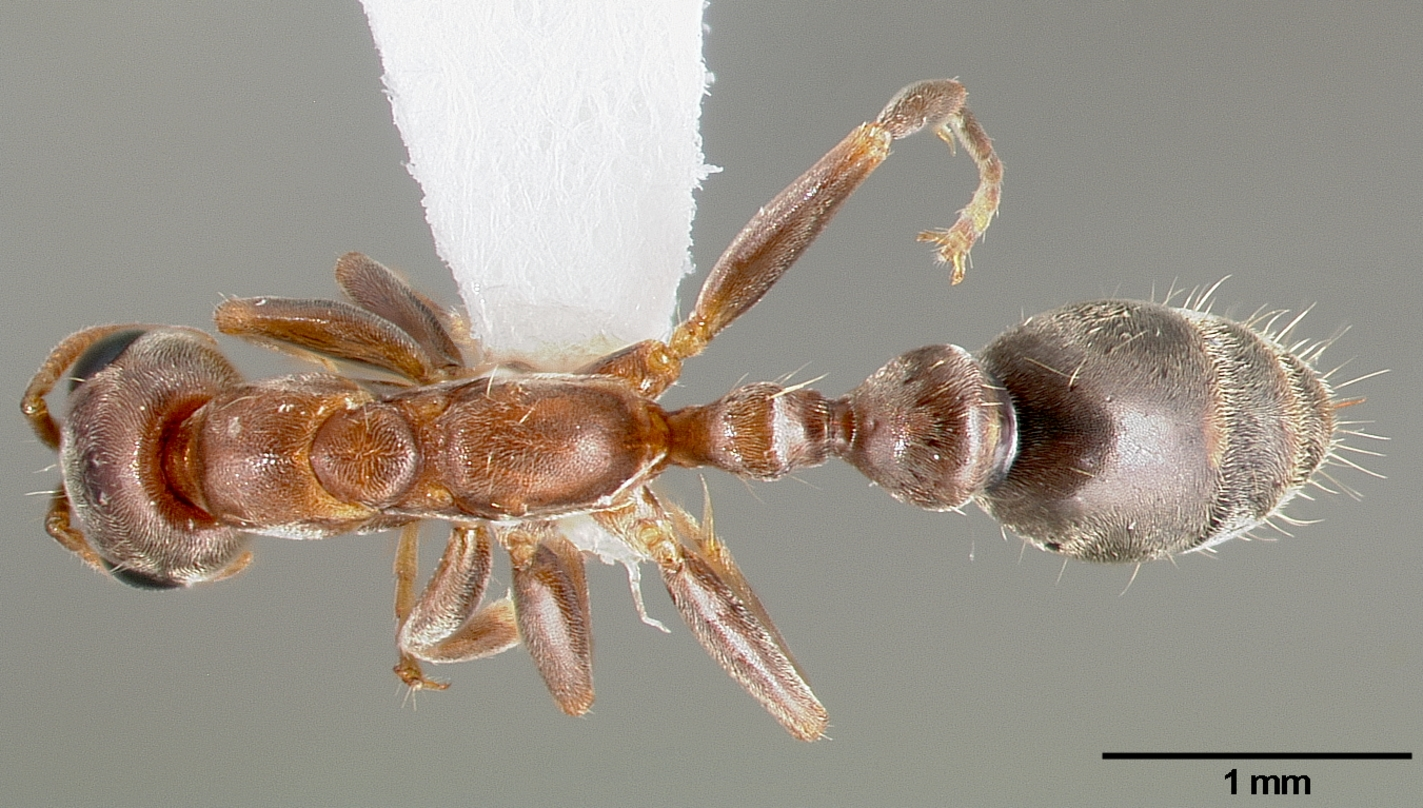
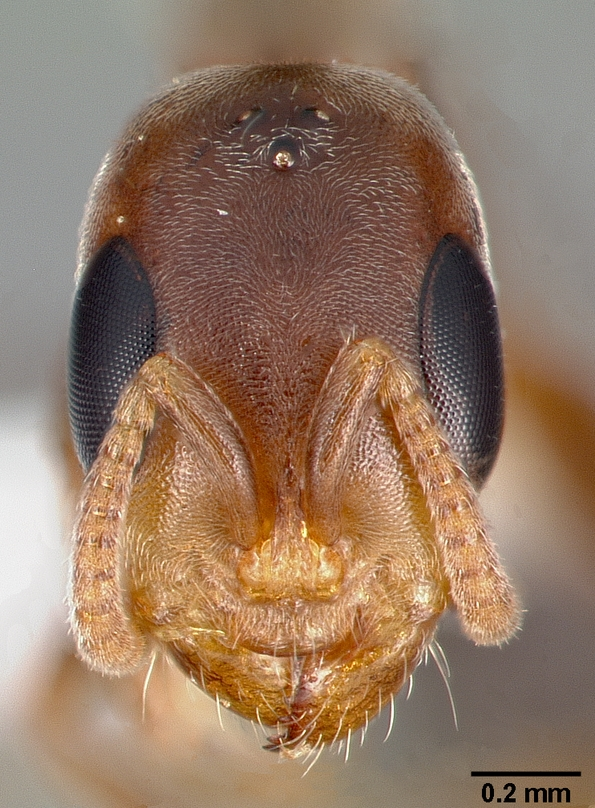
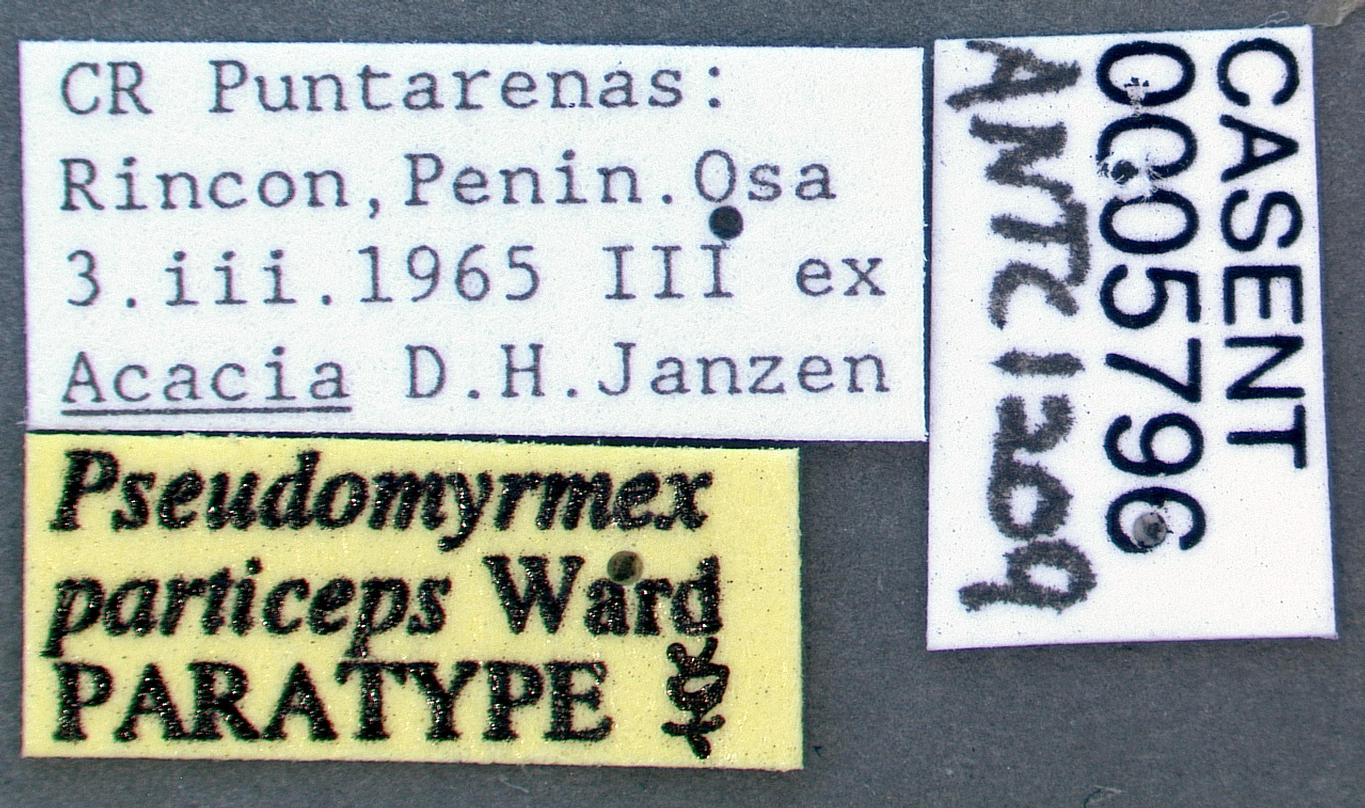
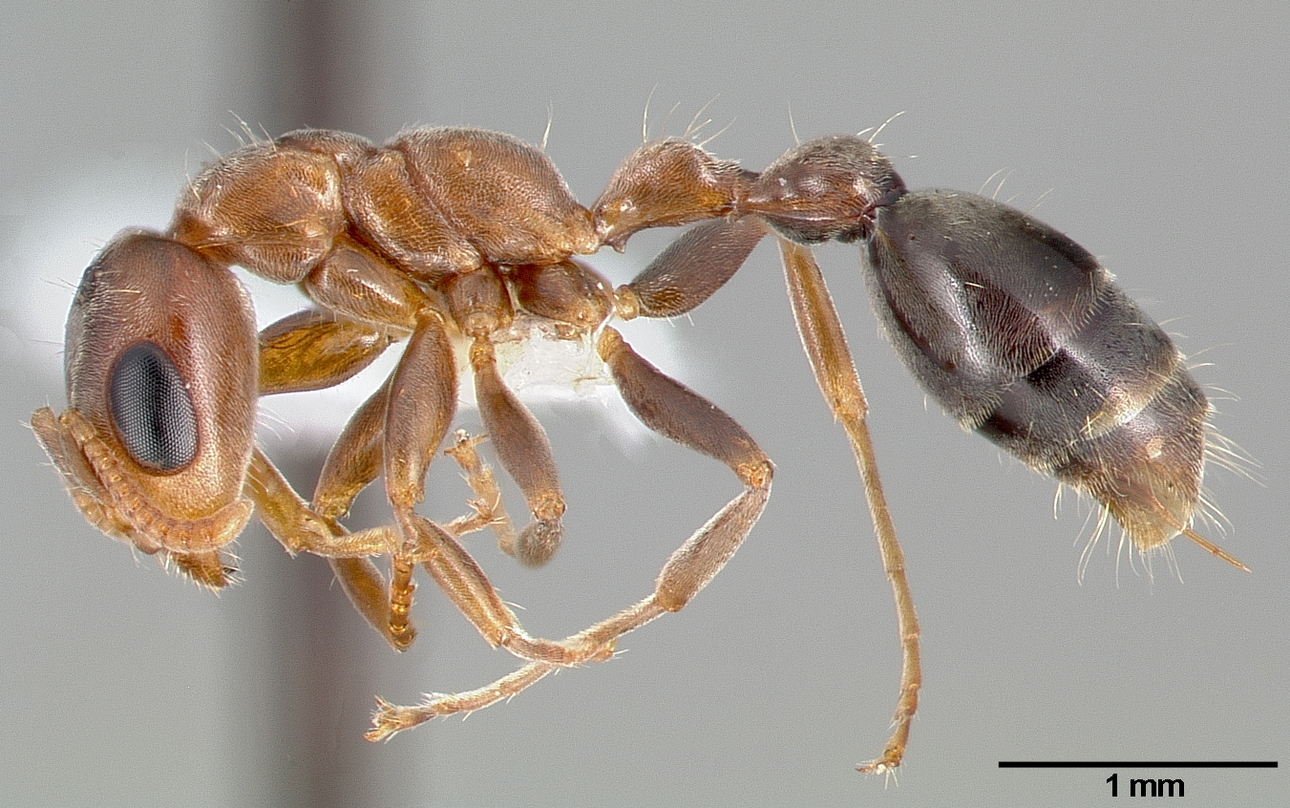